# Jack Donaldson (Leichtathlet)
Jack Donaldson (bürgerlicher Name John Donaldson, * 16. März 1886 in Raywood, Victoria, Australien; † 1. September 1933 in New York, USA) war ein australischer Leichtathlet.

## Frühe Jahre
Jack Donaldson, geboren als John Donaldson jr., ging an eine staatliche Schule und arbeitete danach für seinen Vater John Donaldson sr. Die Familie zog oft um, so lebten und arbeiteten die Donaldsons u. a. in Kerang, Inglewood und Tarnagulla. Schon zu Schulzeiten zeichnete sich der junge John Donaldson als Leichtathlet aus. 1906 verbuchte er die ersten Erfolge als Profisprinter. Beim traditionsreichen Stawell Gift über 130 Yards (entspricht 118,9 m) wurde er Zweiter, am nächsten Tag trat er in Bendigo bei zwei Wettkämpfen an und gewann dort die Rennen über 130 und 220 Yards (entspricht 201 m). Der mit 1,73 m relativ kleine aber breit gebaute Sprinter zeichnete sich durch seine enorme Schrittlänge von über 2,50 m aus.

## Karriere als Profi
Mit seinem Manager Mick Terry reiste Donaldson 1909 nach Südafrika. In mehreren Wettkämpfen traf er auf seinen Landsmann Arthur Postle und den US-Sprinter Charles Holway. 1910 ging es nach England, doch dort konnte Donaldson nicht überzeugen. Zurück in Südafrika trat er 1911 in Johannesburg auf Reggie Walker, den Olympiasieger von 1908 über 100 m in einem Profirennen. Donaldson gewann das Rennen und strich das Preisgeld von 100 £ ein. 1911 kehrte Donaldson nach Australien zurück. In seiner Heimat konnte Donaldson seinem Ruf gerecht werden, als er in Sydney seinen US-Rivalen Holway über 130 Yards besiegen konnte. 1912 reiste er wieder nach Europa. Bei Rennen in England, Wales und Schottland absolvierte er Läufe gegen Antritts- und Siegprämien.

## Persönliche Bestleistungen
Jack Donaldson stellte in seiner Karriere mehrere Weltrekorde auf. Da der Weltleichtathletikverband IAAF erst 1912 gegründet wurde, sind die Weltrekorde inoffiziell.
- 100 Yards: 9,375 s (Johannesburg, 1910) – Bestand bis 1948
- 130 Yards: 12 s (Sydney, 1911) – Bestand bis 1951
- 220 Yards: 21,3 s (Glasgow, 1911)

## Nach der Sportlerkarriere
1916 wurde Donaldson zur britischen Armee eingezogen. Er wurde mit der 7th Manchester Pals in Arras stationiert. Nach dem Krieg arbeitete er zunächst als Sportlehrer, kehrte aber für kurze Zeit in den Profisport zurück. 1919 zog er in die USA. Angebote, als Trainer zu arbeiten, wies er zurück. Stattdessen trat er eine Anstellung bei der Handelskette Wanamakers in New York an.

## Privatleben und Tod
Jack Donaldson war verheiratet. Mit seiner Frau Ethel hatte er zwei Töchter. Am 1. September 1933 beging Donaldson in seinem Appartement in der Bronx Selbstmord durch eine Gasvergiftung. Er wurde auf einem Friedhof in der Gemeinde Galilee in Pennsylvania bestattet. Ein Trinkbrunnen in Stawell wurde nach ihm benannt.